# Agrarstrukturelle Entwicklungsplanung

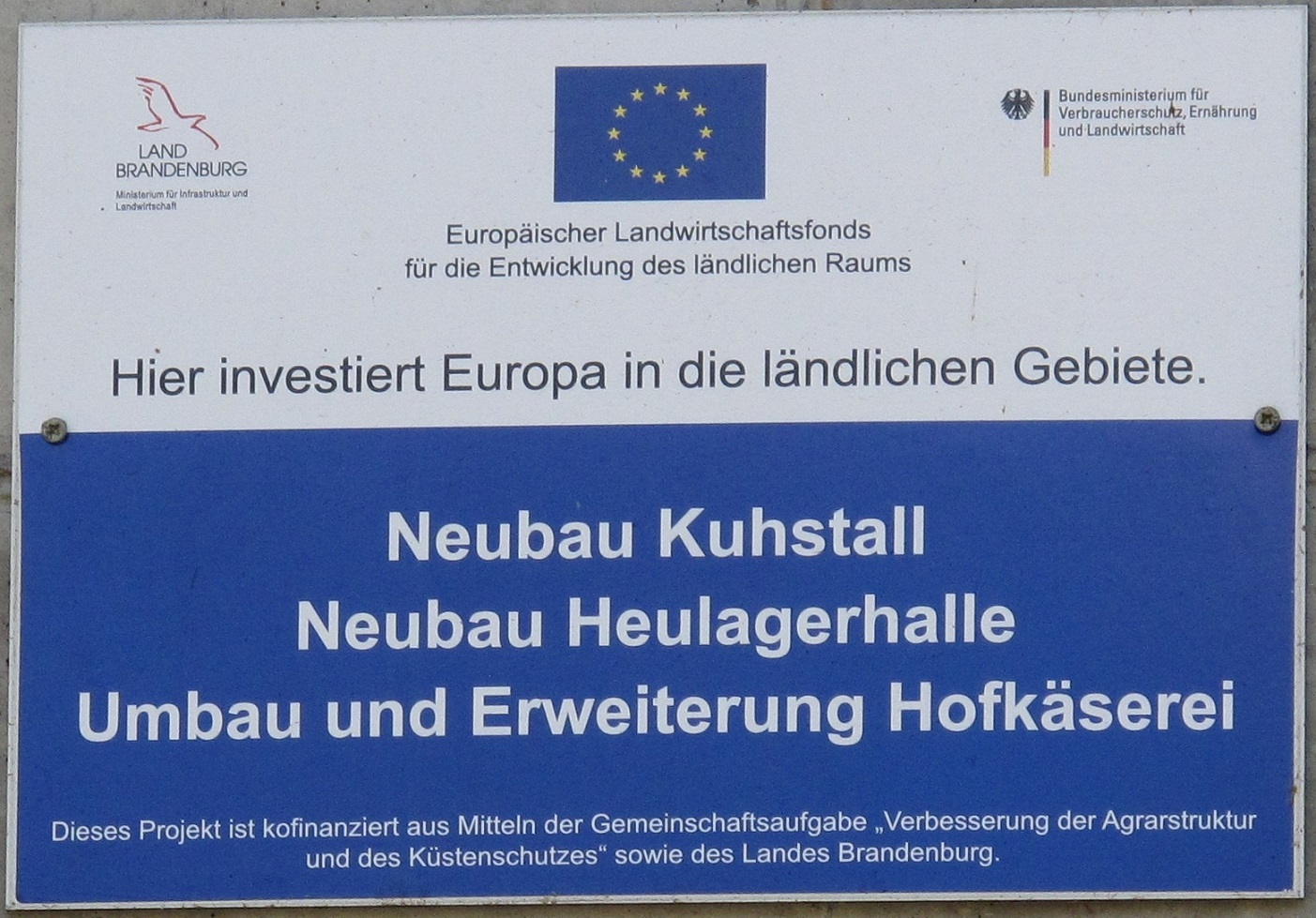
Fördermaßnahme der GAK auf dem Hof Marienhöhe, Brandenburg

Die deutsche Agrarstrukturelle Entwicklungsplanung (AEP) hat 1994 die Agrarstrukturelle Vorplanung (AVP) abgelöst. Sie wird als landwirtschaftliche Fachplanung mit Querschnittscharakter bezeichnet und gilt als Vorplanung gemäß § 1 Abs. 2 GAK-Gesetz. Ihre Durchführung wird mit Mitteln der Bund-Länder-Gemeinschaftsaufgabe „Verbesserung der Agrarstruktur und des Küstenschutzes“ (GAK) gefördert. 

## Zweck
Inhaltlich trägt die AEP als informelles Instrument dazu bei, auf kleinregionaler Ebene die Bedeutung der Landwirtschaft für den ländlichen Raum zu sichern und ihre Flächenansprüche mit anderen raumbedeutsamen Vorhaben (z. B. Siedlungsentwicklung) abzustimmen. Ihre Wirksamkeit entsteht aus der konsensorientierten Zusammenarbeit der Akteure (Netzwerkbildung) und aus ihrer Funktion als Argumentationsgrundlage bei der Integration der Ergebnisse in formelle Planwerke (insb. Regionalpläne und Flächennutzungspläne).
Für den Rahmenplan 2004–2007 beschloss der Planungsausschuss für Agrar- und Küstenschutz (PLANAK), die GAK-Grundsätze Flurbereinigung, Dorferneuerung, Agrarstrukturelle Entwicklungsplanung und ländlicher Wegebau in den Grundsatz zur Förderung der integrierten ländlichen Entwicklung (ILE) zusammenzuführen. Die Länder setzen diese Vorgabe um. Anstelle der AEP sehen einige Länder nun sogenannte ILEK (integrierte ländliche Entwicklungskonzepte) vor, die – Regionalen Entwicklungskonzepten (REK) ähnlich – den integrierten, querschnittsorientierten Ansatz stärken.